# Беловодка (Мглинский район)
Беловодка — посёлок в Мглинском районе Брянской области, административный центр Беловодского сельского поселения.

## География
Расположен в 1 км к юго-западу от Мглина, в 200 м от автодороги Сураж-Мглин. Имеется отделение почтовой связи, сельская библиотека, школа, дворец культуры.

## История
В 1964 г. Указом Президиума ВС РСФСР поселок совхоза «Беловодка» переименована в Беловодку.

## Население
| 2010 | 2013 |
| ---- | ---- |
| 498  | ↘475 |